# Pedaridium hirsutum
Pedaridium hirsutum är en skalbaggsart som beskrevs av Edgar von Harold 1859. Pedaridium hirsutum ingår i släktet Pedaridium och familjen bladhorningar. Inga underarter finns listade i Catalogue of Life.